# Mario Ravagnan
Mario Ravagnan (Padova, 18 dicembre 1930 – Torino, 13 dicembre 2006) è stato uno schermidore italiano, specializzato nella sciabola.
Ha vinto una medaglia d'argento ed una di bronzo nella scherma ai Giochi olimpici.
Ha partecipato alla I Universiade e vinto la medaglia di bronzo nella sciabola a squadre, insieme ai compagni Wladimiro Calarese, Guido Benvenuti e Michele Reese.

## Palmares

### Giochi olimpici
Individuale
A squadre
- Bronzo nella sciabola a Roma 1960
- Argento nella sciabola a Tokyo 1964

### Universiadi
Individuale
A squadre
- Argento nella sciabola ad Torino 1959